# Csillagh Lajos (alispán)

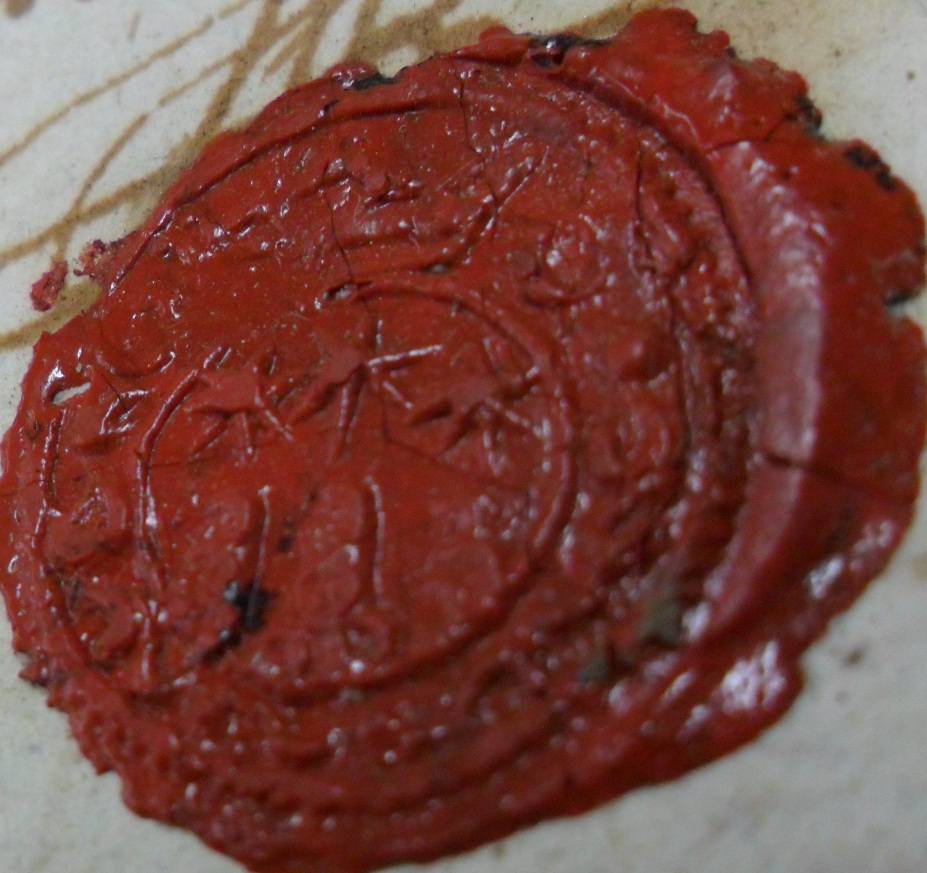
Csillagh Lajos alispáni viaszpecsétje

Csáfordi Csillagh Lajos (Bekeháza, 1789. július 20. – Bekeháza, 1860. december 14.) az 1848-as szabadságharc alatt Zala vármegye első alispánja, illetve az 1848-as Zala megyei állandó bizottmány elnöke, táblabíró, földbirtokos.

## Családja és származása
A Zala vármegyei nemesi csáfordi Csillagh család sarja. Édesapja csáfordi Csillagh Ádám (1739–1798), Zala vármegye főadószedője, első alügyésze, vármegyei számvevő, édesanyja az ősrégi zalai nemesi boldogfai Farkas családból való boldogfai Farkas Anna (1746–1804) úrnő volt. Anyai nagyszülei boldogfai Farkas Ferenc (1713–1770), zalai alispán, és a barkóci Rosty család sarja barkóci Rosty Anna (1722–1784) voltak. A Mária Terézia úrbérrendezése korában, apai nagyanyának, özvegy Csillagh Ádám zalaegerszegi postamesterné Duvalli Katalinnak (1712–1782), Zalában több száz holdas földjei, és azon belül Bekeházán 97 úrbéri holdas földbirtoka volt; ugyanott 10 jobbággyal, valamint Ebergényen 11 zsellérrel rendelkezett. Elsőfokú unokatestvérei: boldogfai Farkas János Nepomuk (1774–1847), táblabíró, Zala vármegye helyettes alispánja, földbirtokos, boldogfai Farkas Ferenc (1779–1844), táblabíró, földbirtokos, valamint tubolyszegi Tuboly Mihály (1798–1872), Zala vármegye főjegyzője, földbirtokos voltak.

## Élete
Korán árvaságra jutott: édesapját, Csillagh Ádámot 9 évesen, édesanyját, boldogfai Farkas Annát 15 évesen veszítette el. Iskolai tanulmányai befejezése után először bölcsészetet Szombathelyen tanult, majd 1809-ben végezte a jogi tanulmányait a Győri Királyi Jogakadémián. Csillagh Lajos 1825. június 6. és 1829. június 1. között az egerszegi járás alszolgabírája volt, majd 1830 és 1834 között annak a főszolgabírája. A liberális érzelmű Csillagh Lajos az 1845-től listázott zalai önkéntes adozó nemesek között szerepelt Deák Ferenc és több más nemes mellett.
Később 1837 és 1848 között zalai másodalispán, az 1848-as szabadságharc kitörése után 1848. május 5. és 1849. október 31. között Zala vármegye első alispánja volt. Március 30-án megválasztották a „megye belbékéjére felügyelő választmányt", amelynek az elnöke Csillagh Lajos lett. E bizottság tett javaslatot az állandó bizottmány tagjaira. Miután 1848. szeptember 14-én gróf Batthyány Imre lemondott a főispáni tisztségéről, a megyei állandó bizottmány véglegesen vette át a vármegye közigazgatás- és igazságszolgáltatását. Az állandó bizottmány elnöke Csillagh Lajos lett, és szorosan együttműködött bonyhádi Perczel Mórral, aki ekkor karddal védte a megyét.
Amikor 1848. szeptember 10-én Jellasics József a császári főerőkkel elfoglalta a Muraközt, Csány László értesítése után Csillagh az állandó bizottság felfegyverzett nemzetőreit a határra küldte. 1848. december 30-án Bagodot elfoglalták a császári seregek. Csillagh Lajos az ellenség közeledésének hírére a jegyzővel és a megyei pénztárral együtt Zalaapátiba menekült. 1848 szilveszterén báró Burits János császári altábornagy csapatai elfoglalták Zalaegerszeget, és levelet írt a Zalaapátiban tartózkodó alispánnak, hogy 24 órán belül térjen vissza a hivatalába a többi tisztviselővel együtt, különben lázadónak tekintik őket.
1849. január elsején Apátiban tartották tanácskozásukat a megyei bizottmány tagjai, és úgy döntöttek, hogy ha a személyes biztonságát biztosítják, megengedik a további tevékenységüket, visszatérnek hivatalukba. Erre Burits tábornok Farkas Imre főszolgabíróval ismételten üzent Zalaapátiba, miszerint a személyes szabadságukat meghagyja nekik, de kizárólag akkor, ha azonnal megérkeznek. Az állandó bizottmány tagjai a visszatérés mellett döntöttek; január 2-án Zalaegerszegre érkeztek. A szabadságharc leverése után, 1849. szeptember 5-én, Knezevich utasította az első alispáni tisztét még mindig betöltő Csillagh Lajost, hogy állítsa vissza a rendet a Zalában. 1849. október 22. óta várbogyai és nagymadi Bogyay Lajos (1803–1875) a Zala vármegye megyefőnöke volt, azonban továbbra is Csillagh vezette a vármegyét. 1850-től viszont Bogyay már ténylegesen töltötte be a hivatalát.

## Házasságai és gyermekei
1809. július 21-én Bekeházán feleségül vette a nemesi iszkázi Árvay családból való iszkázi Árvay Annát (1794. –Bekeháza, 1813. január 17.), akinek a szülei iszkázi Árvay Lajos és miskei és monostori Thassy család sarja Thassy Teréz Nepomucena (1768–1810) voltak. Az apai nagyszülei iszkázi Árvay József, veszprémi püspökség ügyésze, földbirtokos és martonfalvai Martonfalvay Klára voltak. Az anyai nagyszülei miskei és monostori Thassy János, földbirtokos és rajki Rajky Terézia voltak. Csillagh Lajosné Árvay Anna fivére iszkázi Árvay Lajos (1795–1844), földbirtokos, akinek a neje miskei és monsotori Thassy Terézia (1768–1810) volt.Csillagh Lajos és Árvay Anna frigyéből született:
- csáfordi Csillagh János (1810–Zalaboldogfa, 1818. július 1.)
- csáfordi Csillagh Jozefa Judit (Bekeháza, 1813. január 10.–Pusztamagyaród, 1859. december 11.). Férje: óhídi Szigethy Dániel Márton (Kemeneshőgyész, 1799. október 31. –Pusztamagyaród, 1856. március 11.), táblabíró, a szántói járás főszolgabírája, földbirtokos.

Első felesége elhunyta után, 1819. január 7-én Zalaegerszegen elvette nemes Koppány Borbálát (Zalaegerszeg, 1801. január 6. – Zalaegerszeg, 1880. október 23.), Koppány József (1753–1818), egerszegi várnagy, és hottói Nagy Magda (1772–1814) lányát. Koppány Borbála fivére, Koppány Ferenc (1792–1866), zalai első alispán, táblabíró volt. A második házasságból 12 gyermek született:
- csáfordi Csillagh Mária Szidónia (Bekeháza, 1819. november 26. –Bekeháza, 1820. október 20.)
- csáfordi Csillagh Eleonóra Anna (Bekeháza, 1821. március 23.–Bekeháza, 1857. január 21.). Hajadon.
- csáfordi Csillagh Mária Etelka (Bekeháza, 1823 január 3.–Bekeháza, 1823. szeptember 4.)
- csáfordi Csillagh László Gábor (Bekeháza, 1824. április 19.–Budapest, 1876. december 11.), Zala vármegye alispánja, országgyűlési képviselő, földbirtokos.[17] Feleség: korongi és tropóci Gombossy Judit Karolina (Andráshida, 1827. december 11. – †Bekeháza, 1892. január 13.) .[18]
- csáfordi Csillagh Mária Konstancia (Bekeháza, 1826. március 7.–Zalaegerszeg, 1920. szeptember 5.). Férje: rósásszegi Rósás Lajos (Zalaegerszeg, 1826. augusztus 24.–Bekeháza, 1894. december 3.), árvaszéki elnök.
- csáfordi Csillagh Kálmán Géza (Bekeháza, 1827. december 2.–Bekeháza, 1830. augusztus 30.)
- csáfordi Csillagh Elek Gyula (Bekeháza, 1829. január 31. –Zalaegerszeg, 1904. augusztus 16.), főhadnagy, vármegye bizottsági tag, földbirtokos. A csáfordi Csillagh család utolsó férfi tagja.[19] Felesége: hottói Nagy Etelka (1834. –Zalaegerszeg, 1915. november 6.).
- csáfordi Csillagh Emília Franciska (Bekeháza,1831. március 13.–Bekeháza, 1846. augusztus 13.)
- csáfordi Csillagh Franciska Mária (Bekeháza, 1833. február 23.–Hottó, 1881. április 19.). Férje: hottói Nagy József (Andráshida, 1827. szeptember 23.–Hottó, 1883. március 31.) 1848-as honvédtiszt.
- csáfordi Csillagh Mária (Bekeháza, 1834. március 20.–Zalaegerszeg, 1884. május 23.).[20] Férje: salomvári Vizy Gyula (Salomvár, 1832. május 3.–Zalaegerszeg, 1902. május 6.), királyi járásbíró.
- csáfordi Csillagh Lajos (Bekeháza, 1835. szeptember 9.–Bekeháza, 1836 február 25.)
- csáfordi Csillagh Karolina (Bekeháza, 1837. február 6. –1862. április 25.)